# Drosera hybrida
Drosera hybrida este o specie de plante carnivore din genul Drosera, familia Droseraceae, ordinul Caryophyllales, descrisă de Macf.. Conform Catalogue of Life specia Drosera hybrida nu are subspecii cunoscute.